# Ley de Demeter
La Ley de Demeter (LoD por sus siglas en inglés Law of Demeter) o Principio del Menor Conocimiento es una directriz utilizada en el desarrollo de software, particularmente en la programación orientada a objetos. En su forma general, la LoD es un caso específico de loose coupling. Esta directiva fue inventada en la Universidad Northeastern (Boston, Massachusetts) a finales del año 1987, y puede ser sustancialmente resumida de las siguientes maneras:
- Cada unidad debe tener un limitado conocimiento sobre otras unidades y solo conocer aquellas unidades estrechamente relacionadas con la unidad actual.
- Cada unidad debe hablar solo a sus amigos y no hablar con extraños.
- Solo hablar con sus amigos inmediatos.

La noción fundamental es que dado un objeto, este debería asumir tan poco como sea posible sobre la estructura o propiedades de cualquier otro (incluyendo sus subcomponentes).
Es llamado así por su origen en el proyecto Demeter, una programación de adaptación y el esfuerzo de programación orientada a aspectos. El proyecto fue nombrado en honor a Deméter, "madre de la distribución", y la diosa griega de la agricultura, para dar significado a una naciente filosofía de programación la cual se encuentra también consagrados en su propia ley.